# Tour della nazionale maschile di rugby a 15 delle Figi 1976
La nazionale di "rugby a 15" delle Isole Figi si reca nel maggio-giugno 1976 in Australia per un lungo tour. Il bilancio è di 5 vittorie e 8 sconfitte di cui tre contro la nazionale australiana.

## Risultati
| Sydney 15 maggio 1976 | Sydney | 12 – 4 | Figi XV | (Sports Ground) |

| Queensborough 19 maggio 1976 | Tasmania | 8 – 48 | Figi XV | (Oval) |

| 22 maggio 1976 | Australia Occidentale | 3 – 47 | Figi XV | (Perry Lakes Stadium) |

| Norwood (Australia Meridionale) 26 maggio 1976 | Australia Meridionale | 10 – 7 | Figi XV | (Oval) |

| Melbourne 29 maggio 1976 | Victoria | 4 – 27 | Figi XV |  |

| Wagga Wagga 1º giugno 1976 | NSW Country | 13 – 11 | Figi XV |  |

| Sydney 5 giugno 1976 | New Sotuh Wales | 37 – 6 | Figi XV | (Sports Ground) |

| Canberra 8 giugno 1976 | A.C.T. | 12 – 28 | Figi XV |  |

| Sydney 12 giugno 1976 | Australia | 22 – 6 | Figi | (Cricket Ground) |

| 14 giugno 1976 | Queensland | 28 – 16 | Figi XV |  |

| Brisbane 19 giugno 1976 | Australia | 21 – 9 | Figi | (Ballymore Stadium) |

| Dalby 22 giugno 1976 | Queensland Country | 4 – 24 | Figi XV |  |

| Sydney 26 giugno 1976 | Australia | 27 – 17 | Figi | (Cricket Ground) |